# Laur klienta
Laur klienta, Laur konsumenta – ranking opracowywany na podstawie ankiet, przeprowadzany przez firmę Kowalski Pro-Media Kowalski Robert organizowany od 2004 roku zbierane telefonicznie oraz przez ankiety internetowe zamieszczane na stronach partnerów (zależnie od roku, w 2021: Gazeta.pl, Wysokie Obcasy).
Firmom i markom zajmującym czołowe pozycje w wynikach badania przyznawane jest po uiszczeniu opłaty bezterminowe prawo do używana tytułu i znaku: Złoty Laur Konsumenta, Srebrny Laur Konsumenta, Brązowy Laur Konsumenta.
Jako wynik przeprowadzanych badań przyznawane są również tytuły:
- Laur Konsumenta Odkrycie Roku,
- Laur Klienta Odkrycie Roku,
- Laur Konsumenta Produkt Regionalny / Usługa,
- Laur Klienta Produkt Regionalny / Usługa Regionalna,
- Laur Konsumenta Top Marka,
- Laur Klienta Top Marka,
- Laur Konsumenta Grand Prix,
- Laur Klienta Grand Prix[2].

## Metodologia prowadzenia badań
Ranking ma na celu przedstawienie preferencji konsumentów, ale nie spełnia wymogów badania sondażowego: przeprowadzany jest w postaci ankiety w której ankietowany wskazuje pozycję z listy proponowanych marek czy firm w danej kategorii, gdzie pozycje w ankiecie ustalane są przez organizatora bez ustalonych, stałych kryteriów. Regulamin nie obejmuje metodologii badań, w tym nie zakłada sposobu wyłaniania grupy reprezentatywnej, sposobu wyboru marek do badania, czy też minimalnej liczby ankietowanych. Jak podają media, powołując się na źródła u właściciela firmy nadającej tytuł, w 2010 roku w badaniu wzięło udział ponad 80 tys. Polaków, w których pytano o opinie na temat ponad 1,5 tys. produktów w 300 różnych kategoriach. W 2009 r. zwycięska wśród producentów skarpet firma Wola zdobyła 179 głosów, a w kategorii nawozy do upraw warzywniczo-sadowniczych Inco-Veritas otrzymał 247 głosów na 400 oddanych.